# Andrew Singleton

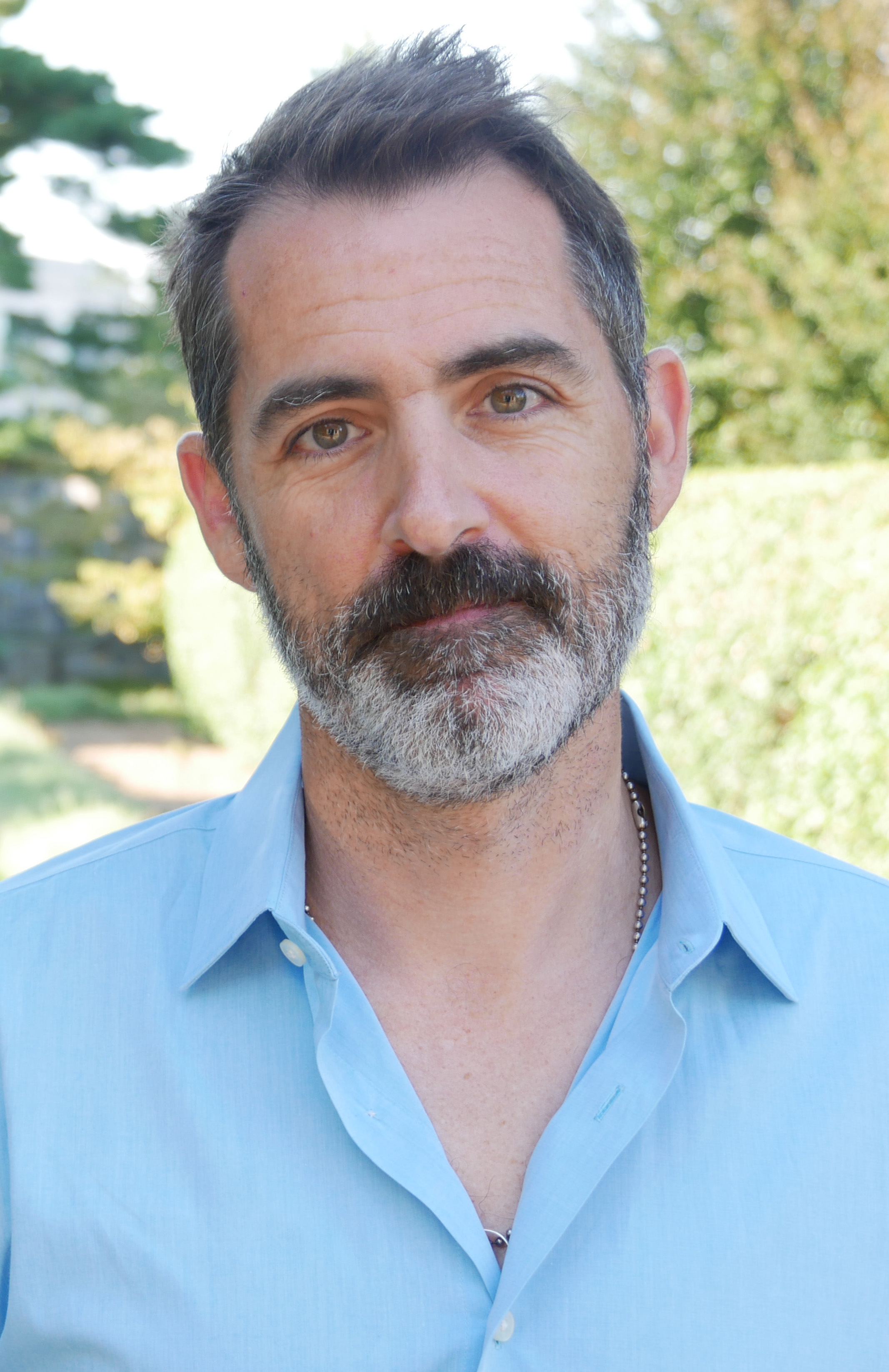
Andrew Singleton (2015)

Andrew B. Singleton (* 1972) ist ein britischer Neurowissenschaftler am Center for Alzheimer’s and Related Dementias (CARD) der US-amerikanischen National Institutes of Health.

## Leben und Wirken
Andrew Singleton erwarb an der University of Sunderland einen Bachelor und an der University of Newcastle upon Tyne einen Ph.D. Als Postdoktorand arbeitete er an der Mayo Clinic in Jacksonville, Florida. 2001 ging er an das National Institute on Aging, eine Einrichtung der National Institutes of Health in Bethesda, Maryland. 2002 wurde er dort Leiter einer eigenen Arbeitsgruppe und Leiter der Abteilung für Molekulargenetik, von 2008 bis 2021 war er zusätzlich Leiter des Labors für Neurogenetik. Seit 2021 ist er zusätzlich Direktor des Center for Alzheimer’s and Related Dementias (CARD).
Singleton und Mitarbeiter identifizierten die häufigsten Ursachen eines genetisch bedingten Morbus Parkinson, darunter Veränderungen in LRRK2, dem Gen der Serin/Threoninkinase LRRK2. Diese Entdeckungen liefern Hinweise auf die Mechanismen, die die Krankheit verursachen, und weisen auf die Rolle des Lysosoms hin, des Zellorganells, das Zellbestandteile abbaut und recycelt. Weitere Erkrankungen, deren genetische Ursachen er erforscht, sind Morbus Alzheimer, Dystonien und Ataxien, Lewy-Körper-Demenz und Amyotrophe Lateralsklerose (ALS).
Singleton ist Autor oder Co-Autor von mehr als 700 wissenschaftlichen Veröffentlichungen. Laut Google Scholar hat er einen h-Index von 168, laut Datenbank Scopus einen von 149 (jeweils Stand August 2025). Er erhielt zahlreiche Auszeichnungen, darunter 2017 ein Ehrendoktorat der University of Sunderland und 2024 (gemeinsam mit Thomas Gasser und Ellen Sidransky) einen Breakthrough Prize in Life Sciences. 2025 wurde er zum Mitglied der Royal Society gewählt.